# Règlement de comptes (film, 1953)
Pour les articles homonymes, voir Règlement de comptes et The Big Heat.
Pour plus de détails, voir Fiche technique et Distribution.
Règlement de comptes (titre original : The Big Heat) est un film américain réalisé par Fritz Lang, sorti en 1953.

## Synopsis
À la suite du suicide d'un de ses supérieurs, le policier Dave Bannion prend conscience du degré de corruption qui règne chez ses collègues, dans sa hiérarchie et dans le monde politique. La pègre locale décide de le supprimer en piégeant sa voiture, mais c'est sa femme qui meurt dans l'explosion. Aidé d'une amie d'un des criminels, Bannion se lance alors dans une croisade qui va l'amener aux frontières entre justice et vengeance.

## Fiche technique
- Titre : The Big Heat
- Réalisation : Fritz Lang
- Scénario : Sydney Boehm, Fritz Lang[1], d'après le roman de William P. McGivern[2]paru en français sous le titre Coup de torchon.
- Musique : Henry Vars
- Photographie : Charles Lang
- Montage : Charles Nelson
- Décors : William Kiernan
- Costume : Jean Louis
- Société de production : Columbia Pictures
- Pays de production:  États-Unis
- Langue originale : anglais
- Genre : film policier, drame, Film noir, thriller
- Durée : 90 minutes
- Sortie en salles :
  - États-Unis :  14 octobre 1953 (première à New York)
- Affiche : Constantin Belinsky (France)

## Distribution
- Glenn Ford (VF : Raoul Curet) : Dave Bannion
- Gloria Grahame : Debby Marsh
- Jocelyn Brando (VF : Jacqueline Ferrière) : Katie Bannion
- Alexander Scourby (VF : Jacques Beauchey) : Mike Lagana
- Lee Marvin (VF : Jean Violette) : Vince Stone
- Jeanette Nolan : Bertha Duncan
- Peter Whitney (VF : Eddy Rasimi) : Tierney
- Willis Bouchey (VF : Abel Jacquin) : Ted Wilks
- Robert Burton (VF : Marcel Rainé) : Gus Burke
- Adam Williams (VF : Lucien Bryonne) : Larry Gordon
- Howard Wendell (VF : Jean Brochard) : Higgins
- Chris Alcaide : George Rose
- Michael Granger : Hugo
- Dorothy Green : Lucy Chapman
- Carolyn Jones : Doris
- Edith Evanson : Selma Parker

Acteurs non crédités :
- John Crawford : Al
- Celia Lovsky : La mère de Lagana (en portrait)

## Autour du film
- L'expression the big heat en anglais signifie « [faire] les gros titres », donc par extension un scandale.
- Fritz Lang tourna ce film au sommet de son art en seulement quinze jours (alors qu'il en faut une trentaine en moyenne à l'époque) après une minutieuse préparation. La mécanique du scénario est typiquement langienne. Dès lors que Dave Bannion refuse une corruption qui gangrène la ville il est happé par un engrenage qui le conduit presque à assassiner une femme pour se faire justice. Souvent chez Lang, ce n'est qu'un détail qui induit la bascule du personnage et peut le conduire au pire. Ici le personnage laisse sa voiture à sa femme pour raconter une histoire à sa fille - et la voiture explose. Il devient dès lors une bombe à retardement utilisant les méthodes de ceux qu'il chasse. Bannion réussira à reprendre le contrôle, mais de justesse, alors qu'il s'apprête à assassiner une femme.
- Le film se caractérise aussi par des éclairs d'une violence annonçant les polars des années 1960. Il s'ouvre sur le suicide en plan subjectif d'un policier (que Lang emprunte à La Maison du docteur Edwardes d'Alfred Hitchcock). Glenn Ford (qui incarna souvent avec brio les méchants) trouve un rôle qui lui permet d'exprimer sa complexité. Lee Marvin compose un terrifiant homme de main bestial qui se plaît à torturer les femmes.

## Récompenses et distinctions
- Prix Edgar-Allan-Poe du meilleur scénario en 1954 pour Sydney Boehm et William P. McGivern